# Dirphya juvenca
Dirphya juvenca är en skalbaggsart. Dirphya juvenca ingår i släktet Dirphya och familjen långhorningar.

## Underarter
Arten delas in i följande underarter:
- D. j. juvenca
- D. j. capinera